# Xã Geneva, Quận Midland, Michigan
Xã Geneva (tiếng Anh: Geneva Township) là một xã thuộc quận Midland, tiểu bang Michigan, Hoa Kỳ. Năm 2010, dân số của xã này là 1.056 người.